# Diphascon brevipes
Diphascon brevipes är en djurart som tillhör fylumet trögkrypare, och som först beskrevs av Ernst Marcus 1936.  Diphascon brevipes ingår i släktet Diphascon och familjen Hypsibiidae. Inga underarter finns listade i Catalogue of Life.